# 欧州原子力共同体
欧州原子力共同体（おうしゅうげんしりょくきょうどうたい、英語：European Atomic Energy Community）は、欧州連合（英略称：EU）の下で運営されているものの、半ば独立した形態で設置されている国際機関。英語表記から EAEC や Euratom （ユーラトム）とも表記される。
1957年3月25日にローマ条約によって欧州経済共同体(英略称：EEC)とともに設立され、1967年には統合条約により運営機関が欧州経済共同体のそれらに継承されるが、1993年に発効した欧州連合条約によって欧州経済共同体が欧州連合の3つの柱構造の1つとして吸収されたあとも法的には独立して存在している。

## 沿革
スエズ危機によりヨーロッパ諸国はエネルギーの大部分が供給不可能となり、また一部の禁輸対象国での協調が欠けていたことにより事態を深刻なものにさせていた。この危機を受けて共同総会は欧州石炭鉄鋼共同体（英略称：ECSC）について、ほかのエネルギーも対象とできるように権限を拡大させることを提案した。ところが当時、欧州石炭鉄鋼共同体の創設者で初代委員長を務めていたジャン・モネは、原子力エネルギーについては別に共同体を創設することを望んでいた。ルイ・アルマンは当時ヨーロッパにおける原子力エネルギーの活用について研究する立場を任されており、アルマンの報告書では、埋蔵石炭の枯渇による不足を補い、産油国への依存を減らすために核開発をさらに進める必要があるという結論が出された。ところがベネルクスとドイツ（西ドイツ）が全般的な市場統合に積極的であるのに対して、フランスが保護主義の立場からこれに反対し、またジャン・モネも共同市場設立は壮大すぎで極めて困難であると考えていた。結局双方の妥協を図るため、モネはそれぞれ個別の共同体を設立することを提案した。
1956年にヴァル・ドゥシェスでの共同市場と原子力共同体についての政府間協議が開かれ、そこで新条約の要点が取りまとめられた。欧州原子力共同体では原子力分野での協力関係を促進し、欧州経済共同体とともに欧州石炭鉄鋼共同体の共同総会と司法裁判所を共有することが決められた。一方で運営機関については、欧州石炭鉄鋼共同体のそれらに比べると権限は抑えられることにはなるが、欧州原子力共同体に独自の委員会と理事会を設置することとされた。1957年3月25日、欧州石炭鉄鋼共同体の加盟国により2つのローマ条約（欧州経済共同体設立条約と欧州原子力共同体設立条約）が調印され、両条約は1958年1月1日に発効した。
運営の効率性を上げるため、基本条約によってこれら分立されていた運営機関は1967年の統合条約で統合された。欧州石炭鉄鋼共同体と欧州原子力共同体の運営機関は欧州経済共同体にそれらに継承されることになり、これによって法的にはそれぞれ独立した共同体ではあったものの、3共同体は欧州諸共同体 (ECs) と総称されるようになる。1993年、欧州連合条約により欧州連合（英略称：EU）が発足し、3共同体を共同体の柱として取り込んだ。しかしながら欧州原子力共同体はなおも個別の法人格を有しており、欧州原子力共同体設立条約は調印以来、ほとんど修正されることなく残されている。
欧州憲法条約では従来のすべての条約などを集約し、欧州連合の行為に対する民主的な説明責任を加増させることが企図されていた。欧州原子力共同体設立条約はほかの条約と同じように修正されることはなく、そのため欧州議会も欧州原子力共同体について権限がほとんど増えないはずであった。しかしながら欧州原子力共同体設立条約が修正されないままとされる理由とは、欧州憲法条約においても欧州連合のほかの組織と欧州原子力共同体とを分離したままにしておく理由と同じであり、すなわちヨーロッパの有権者のあいだにある反原子力の機運が憲法条約反対につながりかねないためであった。欧州憲法条約は発効が断念されたが、その内容を一部継承したリスボン条約でも同様の結果となった。
| 署名 発効 条約    | 1948年 ブリュッセル | 1951年 1952年 パリ        | 1954年 1955年 パリ協定    | 1957年 1958年 ローマ      | 1965年 1967年 統合        | 1986年 1987年 単一議定書   | 1992年 1993年 マーストリヒト | 1992年 1993年 マーストリヒト | 1997年 1999年 アムステルダム | 2001年 2003年 ニース | 2001年 2003年 ニース | 2007年 2009年 リスボン |  |  |  |  |  |  |  |  |
|                   |                     |                           |                           |                           |                           |                            |                              |                              |                              |                      |                      |                        |  |  |  |  |  |  |  |  |
| 欧州諸共同体 (EC) | 欧州諸共同体 (EC)   | 欧州連合 (EU) 3つの柱構造 | 欧州連合 (EU) 3つの柱構造 | 欧州連合 (EU) 3つの柱構造 | 欧州連合 (EU) 3つの柱構造 | 欧州連合 (EU) 3つの柱構造  |                              |                              |                              |                      |                      |                        |  |  |  |  |  |  |  |  |
|                   | 欧州原子力共同体    | 欧州原子力共同体          | → I                       |                           |                           |                            | ← I                          |                              |                              |                      |                      |                        |  |  |  |  |  |  |  |  |
|                   |                     |                           | → I                       | 欧州石炭鉄鋼共同体 (ECSC) | 欧州石炭鉄鋼共同体 (ECSC) | 2002年に失効・共同体消滅   | 2002年に失効・共同体消滅     |                              | 欧州連合 (EU)                |                      |                      |                        |  |  |  |  |  |  |  |  |
|                   |                     |                           | → I                       | 欧州経済共同体 (EEC)      | 欧州経済共同体 (EEC)      |                            | ← I                          | 欧州共同体 (EC)              | 欧州共同体 (EC)              |                      |                      |                        |  |  |  |  |  |  |  |  |
|                   |                     |                           | → III                     | 司法・内務 協力           |                           |                            | ← I                          | 欧州共同体 (EC)              | 欧州共同体 (EC)              |                      |                      |                        |  |  |  |  |  |  |  |  |
|                   | 警察・刑事司法協力  | 警察・刑事司法協力        | → III                     | 司法・内務 協力           | ←                         |                            |                              |                              |                              |                      |                      |                        |  |  |  |  |  |  |  |  |
| 欧州政治協力      | →                   | 共通外交・安全保障政策    | 共通外交・安全保障政策    | 共通外交・安全保障政策    | ← II                      |                            |                              |                              |                              |                      |                      |                        |  |  |  |  |  |  |  |  |
| （組織未設立）    | （組織未設立）      | 西欧同盟                  | 西欧同盟                  | 西欧同盟                  | 西欧同盟                  |                            |                              |                              |                              |                      |                      |                        |  |  |  |  |  |  |  |  |
| （組織未設立）    | （組織未設立）      | 西欧同盟                  | 西欧同盟                  | 西欧同盟                  | 西欧同盟                  | （2010年に条約の効力停止） |                              |                              |                              |                      |                      |                        |  |  |  |  |  |  |  |  |
|                   |                     |                           |                           |                           |                           |                            |                              |                              |                              |                      |                      |                        |  |  |  |  |  |  |  |  |

## 目的・実績
欧州原子力共同体の目的とは原子力に特化した市場を創設して共同体中に原子力エネルギーを提供すること、および原子力エネルギーを開発して余剰分を非加盟国に売ることである。主要な計画としては第7次研究・技術開発フレームワーク計画 (FP7) の下での国際熱核融合実験炉 ITER の参加が挙げられる。また欧州原子力共同体では欧州連合域内での原子力計画に対する融資制度を設けている。
ヨーロッパ規模での規制の歴史において、欧州原子力共同体設立条約第37条は環境への影響と人間の保護という点で拘束力を持つ越境的な義務を規定したことは先駆的なものであった。

## 歴代委員長
欧州原子力共同体が独自の運営機関を有していた1958年から1967年にかけて、歴代3人の委員長のもとで5人からなる委員会が存在した。なお委員長はいずれもフランス出身である。
- ルイ・アルマン（1958年 - 1959年）
- エティエンヌ・イルシュ（1959年 - 1962年）
- ピエール・シャトネ（1962年 - 1967年）